# Éverton Lopes
Éverton dos Santos Lopes (ur. 8 sierpnia 1988 w Salvador) – brazylijski bokser, złoty medalista mistrzostw świata i medalista igrzysk panamerykańskich.
Sukcesy rozpoczął odnosić już w czasie kariery juniorskiej. W wieku 18 lat, w roku 2006, zdobył seniorskie wicemistrzostwo Igrzysk Ameryki Południowej.
W roku 2007 wystąpił na Igrzyskach Panamerykańskich w Rio de Janeiro. Pokonał Jonathana Batistę (Dominikana), Ibrahima Kamala (Kanada) i w półfinale Jose Pedrozę z Portoryko. W finale przegrał z Kubańczykiem Yordanisem Ugasem.
W roku 2008 zakwalifikował się do Igrzysk Olimpijskich w Pekinie. Przegrał w pierwszej walce z Asylbekiem Talasbajewem z Kirgistanu
W roku 2009 na Mistrzostwach Świata w Mediolanie w wadze lekkiej pokonał Ruslana Qasımova (Azerbejdżan), Hraczika Jawachjana (Armenia) i Thomasa Stalkera (Anglia). W ćwierćfinale przegrał z Rosjaninem  Albertem Selimowem.
W roku 2011 reprezentował Brazylię na Mistrzostwach Świata w Baku. Pokonał kolejno Michała Syrowatkę (Polska), Jeffa Horne’a (Australia), Anthony’ego Yigita (Szwecja) i Gyulę Káté (Węgry). W półfinale pokonał Włocha Vincenzo Mangiacapre, a w finale wygrał z Denysem Berinczykiem z Ukrainy. Tym samym został pierwszym w historii mistrzem świata w amatorskim boksie z Brazylii i zapewnił sobie kwalifikację olimpijską. Po dwóch tygodniach wystąpił na Igrzyskach Panamerykańskich w Gudalajarze, gdzie zdobył brązowy medal. Pokonał Ricardo Garcię z Dominikany i Antonio Ortiza z Portoryko, a w półfinale przegrał z Kubańczykiem Ronielem Iglesiasem.
W 2012 na Igrzyskach Olimpijskich w Londynie przegrał w pierwszym pojedynku ponownie z Kubańczykiem Iglesiasem, późniejszym złotym medalistą.